# Hasvik
Hasvik (en sami septentrional: Ákŋoluovtta; en kven: Hasviikan) és un municipi situat al comtat de Finnmark, Noruega. El centre administratiu del municipi és el poble de Breivikbotn. El municipi de Hasvik ha estat en constant descens a causa de problemes d'indústria.
L'aeroport de Hasvik serveix amb connexions regulars a Tromsø i Hammerfest, i hi ha un ferri encreuament de dues hores a Øksfjord, facilitant l'accés en cotxe.

## Informació general
El municipi de Hasvik es va establir el 1858, quan la part nord de Loppa es va separar per formar aquest nou municipi. La població inicial era de 506. Les fronteres del municipi no han canviat des d'aleshores.

### Nom
La forma en nòrdic antic del nom era probablement Hasvik (igual). El primer element és llavors el cas genitiu del nom de la muntanya Hár (ara Haen) i l'últim element és Vík que significa "cala" o "metxa". El nom real de la muntanya es compara en forma amb un vell oarlock (nòrdic antic: har).

### Escut d'armes
L'escut d'armes és modern. Se'ls hi va concedir el 13 de juliol de 1984. Els braços mostren una gavina blanca sobre un fons blau, que va ser elegit pel municipi com un símbol per a la indústria de processament de pesca i peix local, que atrau moltes gavines.

### Esglésies
L'Església de Noruega té una parròquia (sokn) dins del municipi de Hasvik. És part del deganat d'Alta, a la Diòcesi de Nord-Hålogaland.
| Parròquia (Sokn) | Nom de l'església      | Localització | Any de construcció |
| ---------------- | ---------------------- | ------------ | ------------------ |
| Hasvik           | Capella de Breivikbotn | Breivikbotn  | 1959               |
| Hasvik           | Capella de Dønnesfjord | Dønnesfjord  | 1888               |
| Hasvik           | Església de Hasvik     | Hasvik       | 1955               |
| Hasvik           | Capella de Sørvær      | Sørvær       | 1968               |

## Geografia
El municipi de Hasvik està situat al costat occidental de Sørøya, la quarta illa més gran de Noruega (sense comptar l'illa de Spitzberg). La majoria de la gent de Hasvik es troben en una sèrie d'assentaments al llarg de la costa occidental, sent el més gran Breivikbotn.